# Le Classico organisé
Albums
13'Organisé
(2020) 13'Organisé 2
(2024)
Singles
1. Loi de la calle
Sortie : 22 octobre 2021
2. Le Classico organisé
Sortie : 5 novembre 2021

Le Classico organisé est un triple album de rap français regroupant 157 rappeurs des Bouches-du-Rhône et de la région parisienne, sorti le 5 novembre 2021. 

## Genèse
En septembre 2021, Jul annonce la sortie d'un projet regroupant plusieurs rappeurs de Marseille dont SCH, Soprano, Alonzo, Kofs, Le Rat Luciano, Stone Black..., et des rappeurs parisiens comme Gims, Lacrim, Rohff, Kaaris, DA Uzi, Gambino La MG, Souffrance..., dont la sortie est prévue pour le 5 novembre 2021.
Loi de la calle, le premier extrait du projet est sorti le 22 octobre 2021,. À cette occasion, une partie des têtes d'affiche sont présentes sur ce morceau. Le clip sort le même jour.
Le principe de cet album reprend les codes des matchs PSG-OM avec la confrontation présente entre ces deux équipes sauf que cette fois, pour cet album les deux équipes, parisiennes et marseillaises sont réunies pour un projet commun.
Le 5 novembre, sort l'album et le clip Le Classico organisé,.

## Accueil commercial
Le 12 novembre, soit une semaine après sa sortie, l'album totalise 33 796 exemplaires équivalent ventes.
Deux semaines après sa sortie, l'album est certifié disque d'or.

## Liste des titres
| CD1   | CD1                   | CD1                                                                          | CD1                          | CD1   | CD1 | CD1 | CD1 | CD1 | CD1 |
| No    | Titre                 | Auteur                                                                       | Producteur(s)                | Durée |     |     |     |     |     |
| ----- | --------------------- | ---------------------------------------------------------------------------- | ---------------------------- | ----- | --- | --- | --- | --- | --- |
| 1.    | Loi de la calle       | Lacrim, Alonzo, Mister You, Jul, Niro, Kofs, Le Rat Luciano, DA Uzi          | Mehsah                       | 5:44  |     |     |     |     |     |
| 2.    | Les Galactiques       | Jul, Gims, Naps, Alonzo, Rohff, Kaaris, Soso Maness                          | OB, Riley Beatz              | 5:34  |     |     |     |     |     |
| 3.    | Le Classico organisé  | Koba LaD, Jul, PLK, SCH, Gazo, Soso Maness, Kofs, Guy2Bezbar, Naps           | Jul                          | 6:18  |     |     |     |     |     |
| 4.    | À la rue marié        | Houari, PLK, Jul, Rim'K, Solda, Timal, L'Algérino, Hornet La Frappe          | Al Prod, SMR                 | 4:31  |     |     |     |     |     |
| 5.    | Oh Mama Oh            | Tony La Famille, Rémy, LIM, Jul, Hollis l’Infâme, Joker, R.E.D.K., Dinor Rdt | Chefi, Nass Prod, Toto Beats | 6:36  |     |     |     |     |     |
| 6.    | Cœur de pirate        | Elams, Naza, Tayc, Jul, Vegedream, Naps, Lynda, Saf, Thabiti                 | Chefi, Nass Prod, Toto Beats | 6:05  |     |     |     |     |     |
| 7.    | Quitte à les décevoir | Denzo, Moubarak, Naps, Rémy, Jul, AP du 113, Oussagaza, Many, M.O Bourbier   | Nour, Wysko, Chefi           | 8:14  |     |     |     |     |     |
| 8.    | Barrio                | Alrima, Djiha, Dina, Dibson, Jhonson, Hös Copperfield, Jul, Derk16           | Lowkey888, Killim_           | 6:04  |     |     |     |     |     |
| 9.    | Légendaire            | SCH, Rim'K, Jul, Soprano, Oxmo Puccino, Lino, R.E.D.K., Calbo                | Mehsah                       | 4:54  |     |     |     |     |     |
| 10.   | L’élégance            | L'Algérino, Benab, Jul, Lyna Mahyem, Moubarak, Uzi, Saf, Dabs                | 71 Beats, Stef Becker        | 5:30  |     |     |     |     |     |
| 58:16 |                       |                                                                              |                              |       |     |     |     |     |     |

| CD2     | CD2                  | CD2                                                                                               | CD2                     | CD2   | CD2 | CD2 | CD2 | CD2 | CD2 |
| No      | Titre                | Auteur                                                                                            | Producteur(s)           | Durée |     |     |     |     |     |
| ------- | -------------------- | ------------------------------------------------------------------------------------------------- | ----------------------- | ----- | --- | --- | --- | --- | --- |
| 1.      | Amour et paix        | Lino, Vincenzo, Calbo, Sat l'Artificier, Tunisiano, 3ème Œil                                      | Toto Beats, Stef Becker | 5:23  |     |     |     |     |     |
| 2.      | Mafiosi              | Bosh, Soso Maness, Jul, ISK, Sysa, Hatik, Kamikaz, Graya                                          | Djaresma                | 5:16  |     |     |     |     |     |
| 3.      | Mauvais garçon       | Sadek, Jul, ISK, Fahar, Uzi, YL, Zbig, Alonzo                                                     | 71 Beats, Stef Becker   | 5:36  |     |     |     |     |     |
| 4.      | Zone à risque        | Makiavel, Yaro, Kamikaz, Rimkus, Jul, Kanoé, Houari, Drime, Tazz                                  | Farukqsm, Stef Becker   | 7:20  |     |     |     |     |     |
| 5.      | C’est pas un film    | Sofiane, SCH, MOH, Jul, Nahir, Alonzo, RK, Solda, Mig                                             | Voluptyk                | 6:40  |     |     |     |     |     |
| 6.      | Blindé comme un tank | Gims, Jul, Néné, Houari, Bedjik, Saf, Ice, Moubarak                                               | Maximum Beats           | 5:31  |     |     |     |     |     |
| 7.      | Je me sens seul      | L'Algérino, Imen Es, Soprano, Dina, Lynda, Jul, Lyna Mahyem                                       | Mehdi Nine, OB          | 5:51  |     |     |     |     |     |
| 8.      | On refait le monde   | Doria, Veazy, M.O Bourbier, Soso Maness, Niaks, Mino, Jul, Fresh LaDouille, Graya, Le Rat Luciano | Tricky                  | 7:19  |     |     |     |     |     |
| 9.      | Ghettoïsé            | Jeune Rex, Mig, Jul, Daks, Bambi, Solda, Hache-P, Lebeey, ALP                                     | Iordan                  | 6:48  |     |     |     |     |     |
| 10.     | On se connaît        | Sheir, Kalash l'Afro, Stone Black, Aketo, Naps, AS, Aladin 135, Gambino La MG                     | Wysko, Chefi            | 6:05  |     |     |     |     |     |
| 1:48:33 |                      |                                                                                                   |                         |       |     |     |     |     |     |

| CD3   | CD3                   | CD3 | CD3                       | CD3   | CD3 | CD3 | CD3 | CD3 | CD3 |
| No    | Titre                 | Auteur                                                                                                   | Producteur(s)             | Durée |     |     |     |     |     |
| ----- | --------------------- | --- | ------------------------- | ----- | --- | --- | --- | --- | --- |
| 1.    | Comme à l’ancienne    | Mister You, Kofs, Jul, Aketo, Don Choa, Ger, Miklo, Sneazzy                                              | 71 Beats, Stef Becker     | 5:08  |     |     |     |     |     |
| 2.    | Ça vire au drame      | Hornet La Frappe, Jul, Uzi, I.K, Nic, S.Téban, AM La Scampia                                             | Djaresma                  | 5:08  |     |     |     |     |     |
| 3.    | Gomorra               | Alonzo, Hayce Lemsi, Zino, Lemon Haze, Dika, Zikxo, Le RR                                                | Banshee                   | 3:58  |     |     |     |     |     |
| 4.    | Testarossa            | Nahir, Soso Maness, Jarod, Jul, GLK, Tonyno, Ivory, Mazen, Sauzer                                        | Voluptyk                  | 7:01  |     |     |     |     |     |
| 5.    | Heetch                | Friz, Kilam, Jul, Naps, Mokobé, Demon One, Banguiz, Lesram                                               | Nour, Wysko, Chefi        | 6:32  |     |     |     |     |     |
| 6.    | Relaxx                | Bedjik, Kofs, DH, Bil-K, Dadinho, Jul, ALP, Jazzy Jazz, Bimbim                                           | Al Prod, SMR              | 6:08  |     |     |     |     |     |
| 7.    | Faut qu’on s’en aille | Oscar, El Kid, 2Bang, Jul, KLS, Zak, Diego, Ivory, Keny Arkana, Souffrance                               | Napalm Beats, Stef Becker | 5:26  |     |     |     |     |     |
| 8.    | On a trop charbonné   | AM La Scampia, Franglish, 100 Blaze, Jok’Air, Carlito Briganté, Bolémvn, Jul, L'Algérino, KeBlack, Solda | Aces, The Plugz Europe    | 6:57  |     |     |     |     |     |
| 9.    | Tout pour la miff     | Mac Kregor, Elams, Le Rat Luciano, Alkpote, Menzo                                                        | Stef Becker, OB           | 3:44  |     |     |     |     |     |
| 10.   | Micro chargé          | Sat l'Artificier, Youssoupha, Black M, Kofs, Dry, Belek                                                  | Zano, The Plugz Europe    | 5:21  |     |     |     |     |     |
| 54:05 |                       | |                           |       |     |     |     |     |     |

## Titres certifiés en France
- Loi de la calle  Or[13]
- Les Galactiques  Or [14]
- À la rue marié  Or
- Le classico organisé  Diamant[15]
- Cœur de pirate  Diamant[16]

## Clips vidéos
- Loi de la calle : 22 octobre 2021
- Le Classico organisé : 5 novembre 2021

## Classements et certifications

### Classements
| Classement (2021)            | Meilleure position |
| ---------------------------- | ------------------ |
| France (SNEP)                | 2                  |
| France (SNEP Physique)       | 2                  |
| Belgique (Wallonie Ultratop) | 6                  |
| Belgique (Flandre Ultratop)  | 114                |
| Suisse (Schweizer Hitparade) | 6                  |

### Certifications et ventes
| Région        | Certification | Ventes/Streams |
| ------------- | ------------- | -------------- |
| France (SNEP) | 2 × Platine   | 1 000 000      |